# 茨城県道181号宮ヶ崎小幡線

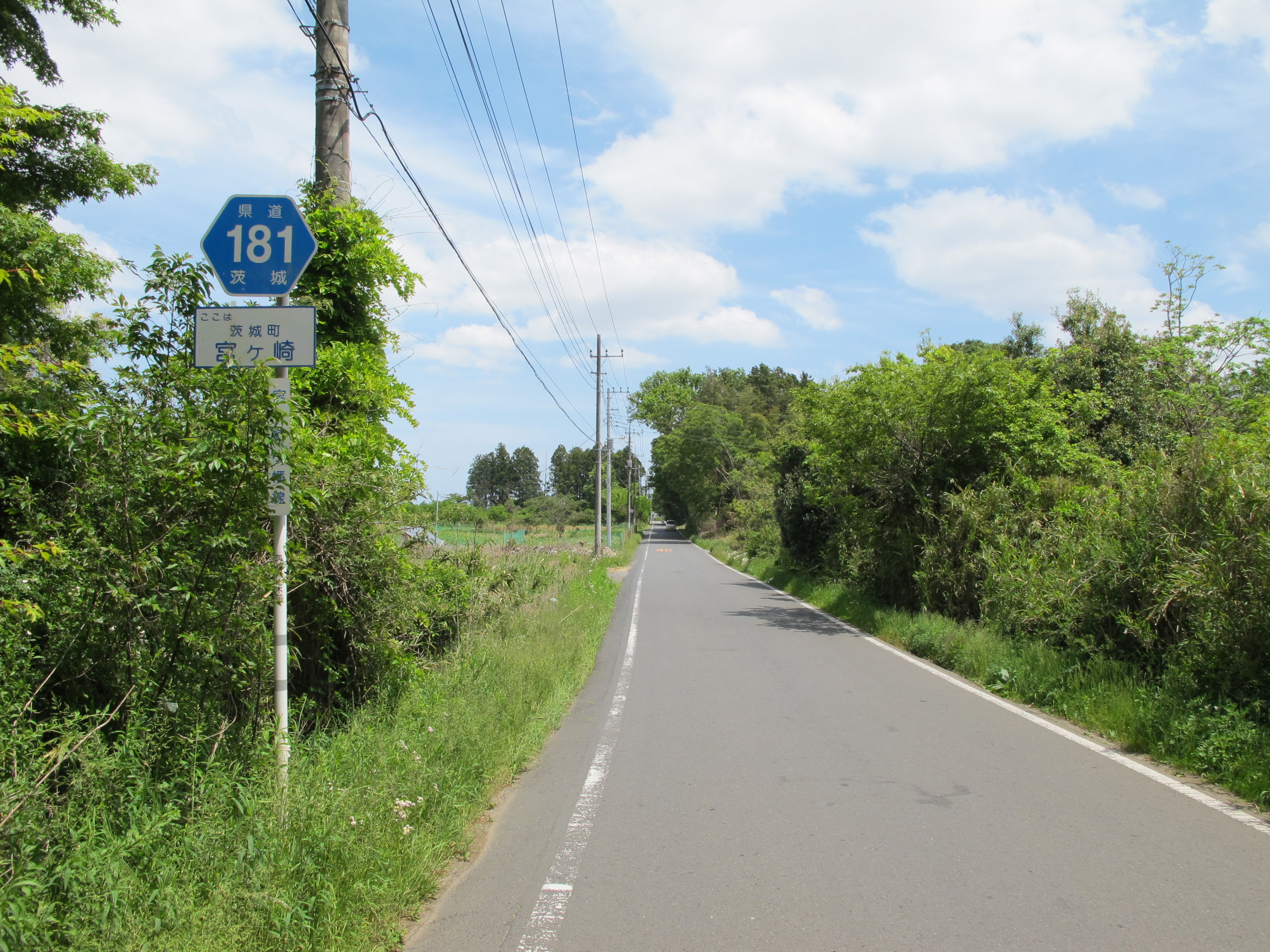
茨城県道181号宮ヶ崎小幡線
茨城町宮ヶ崎（2013年5月）

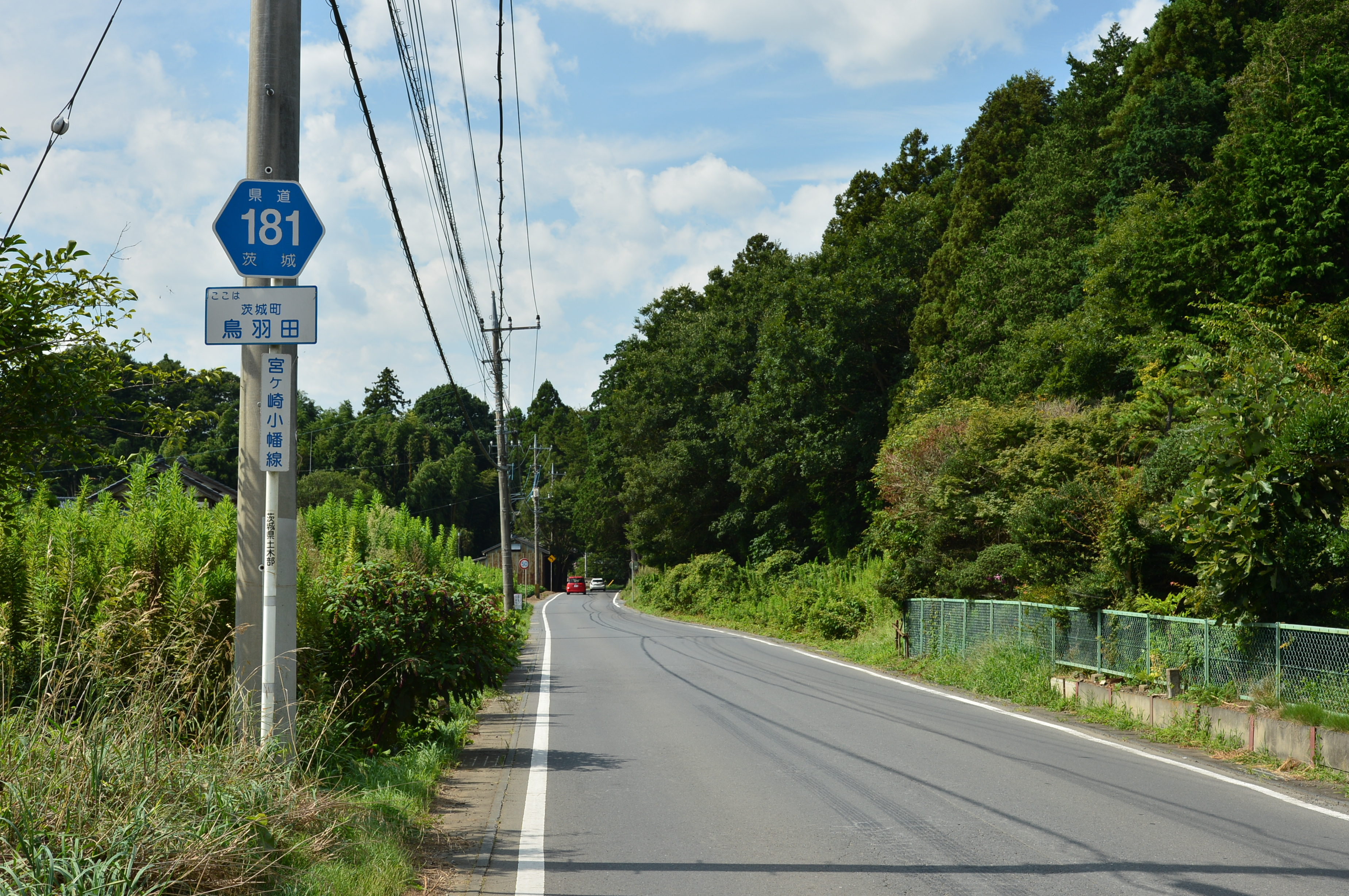
茨城町鳥羽田（2017年9月）

茨城県道181号宮ヶ崎小幡線（いばらきけんどう181ごう みやがさきおばたせん）は、茨城県東茨城郡茨城町大字宮ヶ崎から鉾田市を通り、茨城町大字小幡に至る県道である。

## 概要
茨城町宮ヶ崎の茨城県道115号子生茨城線より分岐して西方向へ向かい、同町小幡の国道6号（小幡南交差点）まで結ぶ東西約9.7キロメートル (km) の一般県道。経路は、宮ヶ崎（起点） - 鳥羽田 - 小幡（終点）と茨城町南部地域を横断し、鉾田市域の延長約0.2 kmを除けば、ほとんどが茨城町内を通る路線である。

### 路線データ
- 起点：茨城県東茨城郡茨城町宮ヶ崎（茨城県道115号子生茨城線交点）[1]
- 終点：茨城県東茨城郡茨城町小幡（国道6号、茨城県道43号茨城岩間線交点、小幡南交差点）
- 総延長：9.748 km[2]
- 重用延長：0.019 km[2]
- 未供用延長：なし[2]
- 実延長：9.729 km[2]
- 自動車交通不能区間延長[注釈 1]：なし[2]

## 歴史
1959年（昭和34年）10月14日、新たな県道として東茨城郡茨城町大字宮ヶ崎を起点とし、東茨城郡茨城町大字小幡を終点とする区間を本路線とする県道宮ヶ崎小幡線として茨城県が県道路線認定した。
1995年（平成7年）に整理番号181となり現在に至る。

### 年表
- 1959年（昭和34年）10月14日
  - 路線認定（図面対照番号186号）[3]。
  - 道路の区域は、東茨城郡茨城町大字宮ケ崎の県道子生茨城線分岐から同郡同町大字小幡の一級国道六号線（旧道国道6号）交点までと決定された[1]。
- 1995年（平成7年）3月30日：整理番号が整理番号243から現在の番号（整理番号181）に変更される[4]。
- 1996年（平成8年）12月6日：茨城町大字小幡地内（安塚 - 国道6号・小幡南交差点）のバイパスが開通[5]。
- 1997年（平成9年）11月17日：茨城町大字小幡地内（寺前 - 国道6号・小幡交差点）の旧道（1.395 km）が指定解除により町道に降格する[6]。
- 2022年（令和4年）10月20日：東茨城郡茨城町大字宮ヶ崎地内の狭隘路（440 m）を改良するための道路区域を指定[7]。
- 2023年（令和5年）1月30日：東茨城郡茨城町大字宮ヶ崎字横道地内を道路改良供用開始[8]。

## 路線状況
道路法の規定に基づき、東茨城郡茨城町鳥羽田（鳥羽田交差点） - 同町小幡（小幡南交差点）間は、緊急輸送道路として機能を維持するため、災害発生時の被害拡大防止を目的に道路用地内に電柱を建てることが制限されている。

## 地理

### 通過する自治体
- 茨城県
  - 東茨城郡茨城町 - 鉾田市 - 東茨城郡茨城町

### 交差している道路
- 茨城県道115号子生茨城線（起点・茨城町宮ヶ崎）
- 茨城県道50号水戸神栖線（茨城町城之内）
- 茨城県道18号茨城鹿島線（茨城町鳥羽田：鳥羽田交差点）
- 国道6号（茨城町大字小幡：小幡南交差点）

### 沿線
- 逆川池
- 東関東自動車道茨城空港北IC（直接接続はされていない）
- さくらこども園（茨城町小幡）